# Bodrossy Félix
Bodrossy Félix (Temesvár, 1920. szeptember 27. – Budapest, 1983. február 10.) Balázs Béla-díjas magyar filmrendező, operatőr.

## Életpályája
1938-ban gyakornok, laboráns és segédoperatőr volt egy filmvállalatnál Budapesten. A második világháborúban két évig haditudósító volt. 1941-ben debütált. 1947–1948-ban a Független Híradó munkatársa volt. 1949-től a Híradó- és Dokumentumfilmgyárban dolgozott. 1950-től operatőr, majd rendező lett. 1956–1962 között játékfilmeket készített.

## Munkássága
Az 1950-es évek elején Győrffy Józseffel hazai, olcsón előállítható plasztikus eljárás kikísérletezésén dolgozott. Különleges optikai előtéttel ellátott felvevőgéppel három ilyen filmet készítettek (Állatkerti séta, 1951; Artistavizsga, 1952; Téli rege, 1953). Alkotásaikat az erre a célra átalakított Toldi Moziban vetítették. A találmány azonban nem vált be, mert a szemüveg alkalmazása zavarta a film nézését. Kutatásairól népszerű formában A plasztikus film (1953) című könyvében számolt be. 100 kisfilm operatőre volt, s Banovich Tamással több táncfilmet forgatott.

## Filmjei
| - Állatkerti séta (1951, Győrffy Józseffel) - Sertések gyorshízlalása (1952) - Artistavizsga (1952, Győrffy Józseffel) - Téli rege (1953, Farkas Kálmánnal) - Terülj, terülj, asztalkám! (1956) - A navigáció históriája (1964) - Víkendsziget (1965) - Kemet istenei (1966) - Hellász istenei (1967) - A trójai háború (1968) - Trilógia (1970) - Odüsszeusz (1970) - Jaj, a matek (1972) - A perzsa császár és a magyar államfő kölcsönös látogatása (1972) - Ötszáz esztendő (1973) - Attila kincse (1973) - Félvezető diódák (1974) - A professzorasszony (1974) - Játsszunk Istent! (1975) - Égi máglya (1975) - Vadmadarak (1976) - Az utolsó pákász (1977) - Az egészségnevelés alapelvei (1978) - Nem létező várak (1978) - Óriások és törpék (1980) - Filmkozmetika (1980) - Nem csak kalitkában… (1982) - A hálózat (1982) | - Gyapot (1950) - Herend (1954) - Játék a szerelemmel (1957, Apáthi Imrével) - Tavasz Bujákon (1958) - Fapados szerelem (1959, Hegyi Barnával és Máriássy Félix-szel) - Májusi fagy (1961, Kis Józseffel) - Húsz évre egymástól (1962, Fehér Imrével) - Aréna (1968) |

## Művei
- A plasztikus film (1953)

## Díjai, elismerései
- Balázs Béla-díj (1971)
- Érdemes Művész (1981)